# Wingolf Scherer
Wingolf Scherer (* 26. Mai 1924 in Attendorn; † 17. August 2022 in Kaarst) war ein deutscher Offizier der Wehrmacht, zuletzt im Rang eines Leutnants, Überlebender der Ardennenoffensive, Lehrer und Autor.

## Leben
Wingolf Scherer machte 1942 sein Abitur und kam über den Reichsarbeitsdienst zur Wehrmacht. Mitte Dezember 1944 wurde er, ab Oktober 1944 Offizier, als Leutnant und Kompaniechef in der 277. Volksgrenadier-Division, welche zu diesem Zeitpunkt in der Eifel stationiert war, in die Ardennen geschickt. Er war Führer der 4. Kompanie des Grenadier-Regiments 990. Sie wurde an der westlichen Frontlinie bei Udenbreth eingesetzt. Am 1. März 1945 führte er im Rückzug seine Kompanie nach Andernach. Er kapitulierte am 9. März 1945 bei Andernach und blieb bis September 1945 in amerikanischer bzw. britischer Gefangenschaft. Über diese Ereignisse schrieb er später mehrere Bücher.
Scherer studierte dann Philosophie, Germanistik, Geschichte und Kunstgeschichte in Köln und Bonn. 1949 promovierte er an der Rheinischen Friedrich-Wilhelm Universität in Bonn mit einer vielbeachteten Dissertation zu Heinrich Heine. Anschließend unterrichtete er als Lehrer an Gymnasien in Essen, Oberhausen und Bottrop. Er nahm eine Stelle als Oberschulrat in Düsseldorf an, wurde Direktor des Landesinstituts für schulpädagogische Bildung Nordrhein-Westfalen und Lehrbeauftragter an der Kunstakademie Düsseldorf. Hier hatte er Kontakt zu Joseph Beuys, den er als selbstbewussten, mitreißenden Künstler beschrieb. Von 1984 bis 1989 war er für die FDP im Kaarster Stadtrat.
Er war (Mit-)Herausgeber von zahlreichen Fachbüchern. Ebenso veröffentlichte er Beiträge zur Museumsdidaktik und zur Didaktik von Fernstudiengängen.
Scherer war verheiratet und ab 2016 Witwer. Ein Sohn ist der Professor Ralf Scherer. Wingolf Scherer starb im August 2022 im Alter von 98 Jahren; er lebte bis zuletzt in Kaarst.

## Werke (Auswahl)
- Heinrich Heine und der Saint-Simonismus. Dissertation, Bonn, 1949.
- gemeinsam mit Ernst-Detlef Broch: Untergang: Kampf und Vernichtung der 277. Division in der Normandie und in der Eifel. Helios, Aachen, 2005.
- Vergeblicher Widerstand: Das Ende der Heeresgruppe B zwischen Rhein, Ruhr und Sieg–Tod des Feldmarschalls Walter Model März/April 1945. Helios, Aachen, 2007.
- Als Herausgeber: Wiederkehr: Fotos und Aufzeichnungen von Infanteristen der 277. ID/VGD aus den Kämpfen in Frankreich (Normandie) und in der Eifel 1944/1945. Helios, Aachen, 2008.
- Wandel–Die verstummte Begeisterung. Flandern 1914–1918. Helios, Aachen, 2009.
- Westwall 1944/1945 US-Angriffe und vergeblicher Widerstand im Großraum Aachen und in der Eifel. Helios, Aachen, 2010.
- US-Sturmlauf von der Rur an den Rhein zwischen Köln und Krefeld Februar–März 1945. Helios, Aachen, 2011.
- Als Herausgeber: Flucht aus Afrika 1943. Helios, Aachen, 2017.